# Viktor Friedrich Sandberger
Viktor Friedrich Sandberger (* 13. Oktober 1769 in Besigheim; † 5. Dezember 1837 in Ellwangen (Jagst)) war ein württembergischer Verwaltungsbeamter und Oberamtmann, vergleichbar mit einem heutigen Landrat.

## Leben
Viktor Friedrich Sandberger, der Sohn des württembergischen Oberamtmanns Conrad Friedrich Sandberger, besuchte die Lateinschule in Besigheim und machte anschließend eine Ausbildung als Schreiber. 1792 und 1793 war er Stadt- und Amtsschreiber in Mundelsheim und von 1793 bis 1819 in Heidenheim an der Brenz. 1819 wurde er zum Oberamtmann beim Oberamt Ellwangen ernannt, dieses Amt übte er bis zu seinem Eintritt in den Ruhestand 1835 aus.
Er gehörte von 1815 bis 1817 für das ehemalige Oberamt Albeck der ersten württembergischen Ständeversammlung an.